# Christoph Steinmeyer
Christoph Steinmeyer (* 1967 in Düsseldorf) ist ein deutscher Künstler, Maler und Kurator. Er lebt und arbeitet in Berlin.

## Leben und Wirken
Steinmeyer studierte Kunstgeschichte und Philosophie in Köln und Bonn. Neben seiner künstlerischen Praxis ist Steinmeyer auch als Kurator tätig. Er war maßgeblich an der Entwicklung der „Bilderberg Sammlung“ beteiligt, von der Teile 2014 im Engadin ausgestellt wurden. Darüber hinaus fungiert er als Berater für verschiedene internationale Sammlungen.

## Werk
Steinmeyer zählt zu einer Generation von Malern, die sowohl die Integrität des Mediums Malerei als auch die Ursprünge und Prozesse ihrer Bildentstehung kritisch hinterfragen. Sein Steinmeyers Neo-Surrealistisches Werk ist vor allem durch Malerei gekennzeichnet und hinterfragt konzeptionell das Medium des Tafelbildes als solches. Philosophische Fragen zu Ontogenese und Wahrnehmungspsychologie sind wiederkehrende Momente seines Werkes, ebenso Überlegungen zur Dichotomie zwischen Original und Reproduktion.
Seinen Werkgruppen der 2000er Jahre liegt eine intensive kunstgeschichtliche und popkulturelle Beobachtung zugrunde: Immer wieder zitiert er bekannte Gemälde, und verfremdet sie zu surrealistischen Gebilden oder erfindet Interieurs, die sich scheinbar auf klassische Schwarz-Weiß-Filmstils beziehen. Laut Ralf Christofori hat sich Steinmeyer mit diesen Arbeiten „einer Art magischem Symbolismus verschrieben, der seine Sujets wie die Art seiner Malerei ins Hybride führt, zu einer gleichwohl gefährlichen wie fundierten Liaison.“ Zusätzlich findet er in seinen hyperrealistisch und akribisch gemalten Arbeiten Motive in Abbildungen von Photographien aus den Massenmedien und fügt diese zu malerischen Collagen zusammen, teilweise stark verfremdet, teilweise indem er sie direkt übernimmt.
Seit 2014 untersucht Steinmeyer die populäre Bildsprache des digitalen Zeitalters und deren kulturelle Auswirkungen. Seine Serie „The Most...“ reflektiert den Einfluss und die Mechanismen von Algorithmen, Cookies und IP-Ortung auf visuelle Inhalte. Dabei integrierte er Elemente der Internetkultur wie Memes, um die Kommodifizierung und Verbreitung von Bildern zu kommentieren. Diese Gemälde sind zugleich analytisch und poetisch, indem sie die Dynamik zwischen Technologie und Kunst thematisieren.

## Ausstellungen (Auswahl)

### Einzelausstellungen
(Quelle: )
- 2003: The Happy Lion, Leo Koenig, Inc. & Michael Janssen, Los Angeles
- 2003: Elizabeth Dee Gallery, New York
- 2006: Hotel Déjàvue, Michael Janssen, Köln[6]
- 2007: Chateau Fleur du Mal, Galleri K, Oslo
- 2008: The Long Goodbye, Kunstverein Heilbronn, Heilbronn Katalog[7]
- 2008: Disco Inferno, Galerie Michael Janssen, Berlin[8]
- 2009: Lavender Falls, Galerie Suzanne Tarasiève, Paris[9]
- 2010: Nocturne Drive, Galleri Van Bau, Vestfossen
- 2012: Trooping The Colour. Dirimart, Istanbul
- 2014: Bilder für Alle und Keinen, Galerie Michael Janssen, Berlin[10]
- 2014: St. Moritz Art Masters, St. Moritz[11]
- 2014: Richard Oelze – Christoph Steinmeyer: Surreale Wege gestern und heute, Galerie Brockstedt, Berlin,[12] Katalog[13]
- 2015: Transit, Cube Galerie Volker Diehl, Berlin
- 2016: Retratos sin Retratos, Galeria Saro León, Las Palmas de Gran Canaria[14]
- 2018: Situation Suites, Galerie Michael Janssen, Berlin[15]
- 2021: Autorestratos, Sala d‘Exposicions‚ Ajuntament Vell, Formentera, ES
- 2023: Haben oder Sein, Galerie Michael Janssen, Berlin[16]
- 2023: Physiologie du Goût, Showroom Reiner Opoku, Berlin[17]

### Gruppenausstellungen
Steinmeyers Werke wurden unter anderem im Landesmuseum Bonn, in der Kunsthalle Basel, im Kunstverein Heilbronn, im Institut Valencià d’Art Modern in Valencia, im Cleveland Institute for Art in Ohio, im Visual Arts Building in Pennsylvania, bei der Hall Art Foundation in Connecticut und in der Galleria d’arte moderna di Bologna ausgestellt.

## Sammlungen
Steinmeyers Arbeiten sind unter anderem in folgenden Sammlungen vertreten: Julia Stoschek Foundation in Düsseldorf, Sammlung Haubrok in Berlin, Hall Art Foundation Kunstmuseum Schloss Derneburg,  Mugrabi Collection in New York, Christen Sveas Art Foundation in Norwegen, Astrup Fearnley Museum in Oslo, Sammlung Malkasten in Düsseldorf sowie IVAM Collection in Valencia.

## Rezeption
„Die überhöhten Realitäten der Bilder Christoph Steinmeyers scheinen all jene inzwischen historisch abgearbeiteten Begriffe zu vermeiden, die im 20. Jahrhundert bemüht wurden, um malerische Darstellungen von Realitäten zu kontrollieren und einzuengen. In Anbetracht der in unserer Welt gegenwärtig weit reichenden Reproduktionstechniken erscheint der Nutzen von Bilddefinitionen wie Fotorealismus, Superrealismus, oder zuletzt eines postbaudrillardschen Hyperrealismus eigentlich irrelevant und intellektuell überholt. Obwohl der Maler Steinmeyer, ganz offensichtlich, Quellen nutzt, die Massenmedien wie Fotografie und Internet entstammen, befreit er diese jedoch durch spätere Übersetzungsprozesse von ihren ursprünglichen Kontexten und Bedeutungen.
Weniger von Übersetzung (also einer Konvertierung oder Bewegung von einer Bedeutung oder eines Kontextes in einen anderen) sollte man wohl eher von einer Umformung, einer Transmutation sprechen, die sozusagen Form und Inhalt gewandelt hat - gewandelt in ein neues Verstehen einer visuell umgeleiteten Realität. Es handelt sich daher weniger um Realismus, sondern eher um Innenansichten einer anderen, gesteigerten und lebhaft imaginierten, persönlichen Realität.“